# Dominik Livaković
Dominik Livaković (AFI: [dôminik liʋǎːkoʋitɕ]; Zara, 9 gennaio 1995) è un calciatore croato, portiere del Fenerbahçe e della nazionale croata, con cui è stato vicecampione del mondo nel 2018.

## Biografia
Livaković proviene da una famiglia prominente. Suo padre Zdravko Livaković è un ingegnere edile ed è stato Segretario di Stato nel Ministero del Mare, dei Trasporti e dell'Infrastruttura durante il mandato di Božidar Kalmeta. Suo nonno paterno era un radiologo e sua nonna paterna una insegnante di inglese. Sua madre Manuela Skoblar è una cugina di primo grado una volta rimossa di Josip Skoblar.
Nel giugno 2022, Livaković ha sposato la sua fidanzata di lunga data Helena Matić nella Cattedrale di Zara.
Ha citato Danijel Subašić, David de Gea e Iker Casillas come suoi modelli nel calcio.

## Caratteristiche tecniche
È un portiere che possiede agilità e prestanza fisica, oltre a un notevole stacco aereo, è capace di parare bene i tiri dalla lunga distanza anche quando sono ben direzionati. Si rivela decisamente competente anche nell'eseguire le proprie parate anche con i calci di rigore. Nel 2023 viene designato come uno dei quattro migliori portieri del mondo forte delle sue prestazioni con la nazionale della Croazia.

## Carriera

### Club
Il 30 agosto 2015 viene acquistato per 625.000 euro dalla Dinamo Zagabria, che lo lascia per un'altra stagione in prestito all'NK Zagabria. Con i Modri debutta il 2 ottobre 2016 nell'incontro casalingo di campionato contro l'Hajduk Spalato finito a reti bianche. Il 16 ottobre esordisce in Champions League nella partita casalinga valevole per il girone H contro il Siviglia e al 37' minuto subisce il gol per lo 0-1 definitivo, siglato da Samir Nasri. Nell'agosto 2019 rinnova il contratto con la Dinamo fino all'estate del 2023.
Il 25 agosto 2023 viene ceduto a titolo definitivo al Fenerbahçe.

### Nazionale
Dopo aver disputato da riserva il Mondiale di Russia 2018 con la nazionale maggiore croata (diventando vice campione del mondo), nel 2019, a seguito dell'addio alla nazionale di Danijel Subašić e le prestazioni poco convincenti di Lovre Kalinić, diventa il titolare della selezione croata.
Il 9 novembre 2022 viene inserito dal CT Zlatko Dalić nella lista dei convocati per i Mondiali di calcio in Qatar. Dopo aver contribuito al superamento della fase a gironi, negli ottavi di finale disputati contro il Giappone, con la partita terminata 1-1 dopo i tempi regolamentari e supplementari, para tre rigori su quattro nella lotteria finale, risultando decisivo nel dare ai croati la possibilità di giocarsi i quarti di finale contro il Brasile. Quindi, nel successivo match, disputato il 9 dicembre, risulta ancora decisivo: nei tempi regolamentari e supplementari, blocca quasi tutte le conclusioni dei verdeoro, portando la partita ai calci di rigore, in seguito ai quali, grazie anche alla sua parata su Rodrygo, la Croazia riesce ad accedere alle semifinali.

## Statistiche

### Presenze e reti nei club
Statistiche aggiornate al 7 novembre 2024.
| Stagione               | Squadra                | Campionato             | Campionato | Campionato | Coppe nazionali | Coppe nazionali | Coppe nazionali | Coppe continentali | Coppe continentali | Coppe continentali | Altre coppe | Altre coppe | Altre coppe | Totale | Totale |
| Stagione               | Squadra                | Comp                   | Pres       | Reti       | Comp            | Pres            | Reti            | Comp               | Pres               | Reti               | Comp        | Pres        | Reti        | Pres   | Reti   |
| ---------------------- | ---------------------- | ---------------------- | ---------- | ---------- | --------------- | --------------- | --------------- | ------------------ | ------------------ | ------------------ | ----------- | ----------- | ----------- | ------ | ------ |
| 2012-2013              | NK Zagabria            | 1. HNL                 | 23         | -39        | CC              | 1               | 0               | -                  | -                  | -                  | -           | -           | -           | 24     | -39    |
| 2013-2014              | NK Zagabria            | 2. HNL                 | 14         | -11        | CC              | 0               | 0               | -                  | -                  | -                  | -           | -           | -           | 14     | -11    |
| 2014-2015              | NK Zagabria            | 1. HNL                 | 35         | -50        | CC              | 1               | -3              | -                  | -                  | -                  | -           | -           | -           | 36     | -53    |
| 2015-2016              | NK Zagabria            | 1. HNL                 | 32         | -56        | CC              | 3               | -3              | -                  | -                  | -                  | -           | -           | -           | 35     | -59    |
| Totale NK Zagabria     | Totale NK Zagabria     | Totale NK Zagabria     | 104        | -156       |                 | 5               | -6              |                    | -                  | -                  |             | -           | -           | 109    | -162   |
| 2016-2017              | Dinamo Zagabria        | 1. HNL                 | 22         | -12        | CC              | 1               | 0               | UCL                | 4                  | -8                 | -           | -           | -           | 27     | -20    |
| 2017-2018              | Dinamo Zagabria        | 1. HNL                 | 33         | -31        | CC              | 0               | 0               | UEL                | 4                  | -2                 | -           | -           | -           | 37     | -33    |
| 2018-2019              | Dinamo Zagabria        | 1. HNL                 | 21         | -10        | CC              | 3               | -3              | UCL+UEL            | 0+10               | -8                 | -           | -           | -           | 34     | -21    |
| 2019-2020              | Dinamo Zagabria        | 1. HNL                 | 26         | -15        | CC              | 1               | -1              | UCL                | 12                 | -15                | SC          | 1           | 0           | 40     | -31    |
| 2020-2021              | Dinamo Zagabria        | 1. HNL                 | 33         | -25        | CC              | 1               | 0               | UCL+UEL            | 2+12               | -4 + -9            | -           | -           | -           | 48     | -38    |
| 2021-2022              | Dinamo Zagabria        | 1. HNL                 | 34         | -21        | CC              | 1               | -1              | UCL+UEL            | 6+8                | -4 + -9            | -           | -           | -           | 49     | -35    |
| 2022-2023              | Dinamo Zagabria        | 1. HNL                 | 35         | -28        | CC              | 2               | -3              | UCL                | 12                 | -18                | SC          | 1           | 0           | 50     | -49    |
| ago. 2023              | Dinamo Zagabria        | 1. HNL                 | 3          | -2         | CC              | 0               | 0               | UCL                | 4                  | -4                 | SC          | 1           | 0           | 8      | -6     |
| Totale Dinamo Zagabria | Totale Dinamo Zagabria | Totale Dinamo Zagabria | 207        | -144       |                 | 9               | -8              |                    | 74                 | -81                |             | 3           | 0           | 293    | -233   |
| ago. 2023-2024         | Fenerbahçe             | SL                     | 34         | -28        | TK              | 0               | 0               | UECL               | 6                  | -12                | ST          | 0           | 0           | 40     | -40    |
| 2024-2025              | Fenerbahçe             | SL                     | 10         | -9         | TK              | 0               | 0               | UCL+UEL            | 4+4                | -7 + -6            | -           | -           | -           | 18     | -22    |
| Totale Fenerbahçe      | Totale Fenerbahçe      | Totale Fenerbahçe      | 44         | -37        |                 | 0               | 0               |                    | 14                 | -25                |             | 0           | 0           | 58     | -62    |
| Totale carriera        | Totale carriera        | Totale carriera        | 355        | -337       |                 | 14              | -14             |                    | 88                 | -106               |             | 3           | 0           | 460    | -457   |

### Cronologia presenze e reti in nazionale
| Cronologia completa delle presenze e delle reti in nazionale ― Croazia | Cronologia completa delle presenze e delle reti in nazionale ― Croazia | Cronologia completa delle presenze e delle reti in nazionale ― Croazia | Cronologia completa delle presenze e delle reti in nazionale ― Croazia | Cronologia completa delle presenze e delle reti in nazionale ― Croazia | Cronologia completa delle presenze e delle reti in nazionale ― Croazia | Cronologia completa delle presenze e delle reti in nazionale ― Croazia | Cronologia completa delle presenze e delle reti in nazionale ― Croazia |
| Data                                                                   | Città                                                                  | In casa                                                                | Risultato                                                              | Ospiti                                                                 | Competizione                                                           | Reti                                                                   | Note                                                                   |
| ---------------------------------------------------------------------- | ---------------------------------------------------------------------- | ---------------------------------------------------------------------- | ---------------------------------------------------------------------- | ---------------------------------------------------------------------- | ---------------------------------------------------------------------- | ---------------------------------------------------------------------- | ---------------------------------------------------------------------- |
| 11-1-2017                                                              | Nanning                                                                | Cile                                                                   | 1 – 1 dts (5 – 2 dtr)                                                  | Croazia                                                                | Amichevole                                                             | -1                                                                     |                                                                        |
| 12-10-2018                                                             | Fiume                                                                  | Croazia                                                                | 0 – 0                                                                  | Inghilterra                                                            | UEFA Nations League 2018-2019 - 1º turno                               | -                                                                      |                                                                        |
| 15-10-2018                                                             | Fiume                                                                  | Croazia                                                                | 2 – 1                                                                  | Giordania                                                              | Amichevole                                                             | -1                                                                     |                                                                        |
| 8-6-2019                                                               | Osijek                                                                 | Croazia                                                                | 2 – 1                                                                  | Galles                                                                 | Qual. Euro 2020                                                        | -1                                                                     |                                                                        |
| 6-9-2019                                                               | Bratislava                                                             | Slovacchia                                                             | 0 – 4                                                                  | Croazia                                                                | Qual. Euro 2020                                                        | -                                                                      |                                                                        |
| 9-9-2019                                                               | Baku                                                                   | Azerbaigian                                                            | 1 – 1                                                                  | Croazia                                                                | Qual. Euro 2020                                                        | -1                                                                     |                                                                        |
| 10-10-2019                                                             | Spalato                                                                | Croazia                                                                | 3 – 0                                                                  | Ungheria                                                               | Qual. Euro 2020                                                        | -                                                                      |                                                                        |
| 13-10-2019                                                             | Cardiff                                                                | Galles                                                                 | 1 – 1                                                                  | Croazia                                                                | Qual. Euro 2020                                                        | -1                                                                     |                                                                        |
| 16-11-2019                                                             | Fiume                                                                  | Croazia                                                                | 3 – 1                                                                  | Slovacchia                                                             | Qual. Euro 2020                                                        | -1                                                                     |                                                                        |
| 5-9-2020                                                               | Porto                                                                  | Portogallo                                                             | 4 – 1                                                                  | Croazia                                                                | UEFA Nations League 2020-2021 - 1º turno                               | -4                                                                     |                                                                        |
| 8-9-2020                                                               | Saint-Denis                                                            | Francia                                                                | 4 – 2                                                                  | Croazia                                                                | UEFA Nations League 2020-2021 - 1º turno                               | -4                                                                     |                                                                        |
| 7-10-2020                                                              | San Gallo                                                              | Svizzera                                                               | 1 – 2                                                                  | Croazia                                                                | Amichevole                                                             | -1                                                                     |                                                                        |
| 11-10-2020                                                             | Zagabria                                                               | Croazia                                                                | 2 – 1                                                                  | Svezia                                                                 | UEFA Nations League 2020-2021 - 1º turno                               | -1                                                                     |                                                                        |
| 14-10-2020                                                             | Zagabria                                                               | Croazia                                                                | 1 – 2                                                                  | Francia                                                                | UEFA Nations League 2020-2021 - 1º turno                               | -2                                                                     |                                                                        |
| 14-11-2020                                                             | Solna                                                                  | Svezia                                                                 | 2 – 1                                                                  | Croazia                                                                | UEFA Nations League 2020-2021 - 1º turno                               | -2                                                                     |                                                                        |
| 17-11-2020                                                             | Spalato                                                                | Croazia                                                                | 2 – 3                                                                  | Portogallo                                                             | UEFA Nations League 2020-2021 - 1º turno                               | -3                                                                     |                                                                        |
| 24-3-2021                                                              | Lubiana                                                                | Slovenia                                                               | 1 – 0                                                                  | Croazia                                                                | Qual. Mondiali 2022                                                    | -1                                                                     |                                                                        |
| 27-3-2021                                                              | Fiume                                                                  | Croazia                                                                | 1 – 0                                                                  | Cipro                                                                  | Qual. Mondiali 2022                                                    | -                                                                      |                                                                        |
| 30-3-2021                                                              | Fiume                                                                  | Croazia                                                                | 3 – 0                                                                  | Malta                                                                  | Qual. Mondiali 2022                                                    | -                                                                      |                                                                        |
| 1-6-2021                                                               | Velika Gorica                                                          | Croazia                                                                | 1 – 1                                                                  | Armenia                                                                | Amichevole                                                             | -1                                                                     |                                                                        |
| 6-6-2021                                                               | Bruxelles                                                              | Belgio                                                                 | 1 – 0                                                                  | Croazia                                                                | Amichevole                                                             | -1                                                                     |                                                                        |
| 13-6-2021                                                              | Londra                                                                 | Inghilterra                                                            | 1 – 0                                                                  | Croazia                                                                | Euro 2020 - 1º turno                                                   | -1                                                                     |                                                                        |
| 18-6-2021                                                              | Glasgow                                                                | Croazia                                                                | 1 – 1                                                                  | Rep. Ceca                                                              | Euro 2020 - 1º turno                                                   | -1                                                                     |                                                                        |
| 22-6-2021                                                              | Glasgow                                                                | Croazia                                                                | 3 – 1                                                                  | Scozia                                                                 | Euro 2020 - 1º turno                                                   | -1                                                                     |                                                                        |
| 28-6-2021                                                              | Copenaghen                                                             | Croazia                                                                | 3 – 5 dts                                                              | Spagna                                                                 | Euro 2020 - Ottavi di finale                                           | -5                                                                     |                                                                        |
| 1-9-2021                                                               | Mosca                                                                  | Russia                                                                 | 0 – 0                                                                  | Croazia                                                                | Qual. Mondiali 2022                                                    | -                                                                      |                                                                        |
| 8-10-2021                                                              | Larnaca                                                                | Cipro                                                                  | 0 – 3                                                                  | Croazia                                                                | Qual. Mondiali 2022                                                    | -                                                                      |                                                                        |
| 11-10-2021                                                             | Osijek                                                                 | Croazia                                                                | 2 – 2                                                                  | Slovacchia                                                             | Qual. Mondiali 2022                                                    | -2                                                                     |                                                                        |
| 26-3-2022                                                              | Al Rayyan                                                              | Croazia                                                                | 1 – 1                                                                  | Slovenia                                                               | Amichevole                                                             | -1                                                                     |                                                                        |
| 6-6-2022                                                               | Spalato                                                                | Croazia                                                                | 1 – 1                                                                  | Francia                                                                | UEFA Nations League 2022-2023 - 1º turno                               | -1                                                                     |                                                                        |
| 10-6-2022                                                              | Copenaghen                                                             | Danimarca                                                              | 0 – 1                                                                  | Croazia                                                                | UEFA Nations League 2022-2023 - 1º turno                               | -1                                                                     |                                                                        |
| 22-9-2022                                                              | Zagabria                                                               | Croazia                                                                | 2 – 1                                                                  | Danimarca                                                              | UEFA Nations League 2022-2023 - 1º turno                               | -1                                                                     |                                                                        |
| 25-9-2022                                                              | Vienna                                                                 | Austria                                                                | 1 – 3                                                                  | Croazia                                                                | UEFA Nations League 2022-2023 - 1º turno                               | -1                                                                     |                                                                        |
| 16-11-2022                                                             | Riad                                                                   | Arabia Saudita                                                         | 0 – 1                                                                  | Croazia                                                                | Amichevole                                                             | -                                                                      |                                                                        |
| 23-11-2022                                                             | Al Khawr                                                               | Marocco                                                                | 0 – 0                                                                  | Croazia                                                                | Mondiali 2022 - 1º turno                                               | -                                                                      |                                                                        |
| 27-11-2022                                                             | Al Rayyan                                                              | Croazia                                                                | 4 – 1                                                                  | Canada                                                                 | Mondiali 2022 - 1º turno                                               | -1                                                                     |                                                                        |
| 1-12-2022                                                              | Al Rayyan                                                              | Croazia                                                                | 0 – 0                                                                  | Belgio                                                                 | Mondiali 2022 - 1º turno                                               | -                                                                      |                                                                        |
| 5-12-2022                                                              | Al Wakrah                                                              | Giappone                                                               | 1 – 1 dts (1 – 3 dtr)                                                  | Croazia                                                                | Mondiali 2022 - Ottavi di finale                                       | -1                                                                     |                                                                        |
| 9-12-2022                                                              | Al Rayyan                                                              | Croazia                                                                | 1 – 1 dts (4 – 2 dtr)                                                  | Brasile                                                                | Mondiali 2022 - Quarti di finale                                       | -1                                                                     |                                                                        |
| 13-12-2022                                                             | Lusail                                                                 | Argentina                                                              | 3 – 0                                                                  | Croazia                                                                | Mondiali 2022 - Semifinale                                             | -3                                                                     | 32’                                                                    |
| 17-12-2022                                                             | Al-Rayyan                                                              | Croazia                                                                | 2 – 1                                                                  | Marocco                                                                | Mondiali 2022 - Finale 3º posto                                        | -1                                                                     |                                                                        |
| 25-3-2023                                                              | Spalato                                                                | Croazia                                                                | 1 – 1                                                                  | Galles                                                                 | Qual. Euro 2024                                                        | -1                                                                     |                                                                        |
| 28-3-2023                                                              | Bursa                                                                  | Turchia                                                                | 0 – 2                                                                  | Croazia                                                                | Qual. Euro 2024                                                        | -                                                                      | 62’                                                                    |
| 14-6-2023                                                              | Rotterdam                                                              | Paesi Bassi                                                            | 2 – 4 dts                                                              | Croazia                                                                | UEFA Nations League 2022-2023 - Semifinale                             | -2                                                                     | 90+2’                                                                  |
| 18-6-2023                                                              | Rotterdam                                                              | Croazia                                                                | 0 – 0 dts (4 – 5 dtr)                                                  | Spagna                                                                 | UEFA Nations League 2022-2023 - Finale                                 | -                                                                      |                                                                        |
| 8-9-2023                                                               | Fiume                                                                  | Croazia                                                                | 5 – 0                                                                  | Lettonia                                                               | Qual. Euro 2024                                                        | -                                                                      |                                                                        |
| 11-9-2023                                                              | Erevan                                                                 | Armenia                                                                | 0 – 1                                                                  | Croazia                                                                | Qual. Euro 2024                                                        | -                                                                      |                                                                        |
| 12-10-2023                                                             | Osijek                                                                 | Croazia                                                                | 0 – 1                                                                  | Turchia                                                                | Qual. Euro 2024                                                        | -1                                                                     |                                                                        |
| 15-10-2023                                                             | Cardiff                                                                | Galles                                                                 | 2 – 1                                                                  | Croazia                                                                | Qual. Euro 2024                                                        | -2                                                                     |                                                                        |
| 18-11-2023                                                             | Riga                                                                   | Lettonia                                                               | 0 – 2                                                                  | Croazia                                                                | Qual. Euro 2024                                                        | -                                                                      |                                                                        |
| 21-11-2023                                                             | Zagabria                                                               | Croazia                                                                | 1 – 0                                                                  | Armenia                                                                | Qual. Euro 2024                                                        | -                                                                      |                                                                        |
| 23-3-2024                                                              | Il Cairo                                                               | Tunisia                                                                | 0 – 0 (4 – 5 dtr)                                                      | Croazia                                                                | Amichevole                                                             | -                                                                      | 46’                                                                    |
| 3-6-2024                                                               | Fiume                                                                  | Croazia                                                                | 3 – 0                                                                  | Macedonia del Nord                                                     | Amichevole                                                             | -                                                                      |                                                                        |
| 8-6-2024                                                               | Oeiras                                                                 | Portogallo                                                             | 1 – 2                                                                  | Croazia                                                                | Amichevole                                                             | -1                                                                     |                                                                        |
| 15-6-2024                                                              | Berlino                                                                | Spagna                                                                 | 3 – 0                                                                  | Croazia                                                                | Euro 2024 - 1º turno                                                   | -3                                                                     |                                                                        |
| 19-6-2024                                                              | Amburgo                                                                | Croazia                                                                | 2 – 2                                                                  | Albania                                                                | Euro 2024 - 1º turno                                                   | -2                                                                     |                                                                        |
| 24-6-2024                                                              | Lipsia                                                                 | Croazia                                                                | 1 – 1                                                                  | Italia                                                                 | Euro 2024 - 1º turno                                                   | -1                                                                     |                                                                        |
| 5-9-2024                                                               | Lisbona                                                                | Portogallo                                                             | 2 – 1                                                                  | Croazia                                                                | UEFA Nations League 2024-2025 - 1º turno                               | -2                                                                     |                                                                        |
| 8-9-2024                                                               | Osijek                                                                 | Croazia                                                                | 1 – 0                                                                  | Polonia                                                                | UEFA Nations League 2024-2025 - 1º turno                               | -                                                                      |                                                                        |
| 12-10-2024                                                             | Zagabria                                                               | Croazia                                                                | 2 – 1                                                                  | Scozia                                                                 | UEFA Nations League 2024-2025 - 1º turno                               | -1                                                                     |                                                                        |
| 15-10-2024                                                             | Varsavia                                                               | Polonia                                                                | 3 – 3                                                                  | Croazia                                                                | UEFA Nations League 2024-2025 - 1º turno                               | -3                                                                     | 76’                                                                    |
| 18-11-2024                                                             | Spalato                                                                | Croazia                                                                | 1 – 1                                                                  | Portogallo                                                             | UEFA Nations League 2024-2025 - 1º turno                               | -1                                                                     |                                                                        |
| 20-3-2025                                                              | Spalato                                                                | Croazia                                                                | 2 – 0                                                                  | Francia                                                                | UEFA Nations League 2024-2025 - Quarti di finale                       | -                                                                      |                                                                        |
| 23-3-2025                                                              | Saint-Denis                                                            | Francia                                                                | 2 – 0 dts (5 – 4 dtr)                                                  | Croazia                                                                | UEFA Nations League 2024-2025 - Quarti di finale                       | -2                                                                     | 74’                                                                    |
| 6-6-2025                                                               | Faro                                                                   | Gibilterra                                                             | 0 – 7                                                                  | Croazia                                                                | Qual. Mondiali 2026                                                    | -                                                                      |                                                                        |
| 9-6-2025                                                               | Osijek                                                                 | Croazia                                                                | 5 – 1                                                                  | Rep. Ceca                                                              | Qual. Mondiali 2026                                                    | -1                                                                     |                                                                        |
| Totale                                                                 |                                                                        | Presenze                                                               | 66                                                                     |                                                                        | Reti                                                                   | -71                                                                    |                                                                        |

## Palmarès

### Club

#### Competizioni nazionali
- Campionato croato: 6

Dinamo Zagabria: 2017-2018, 2018-2019, 2019-2020, 2020-2021, 2021-2022, 2022-2023
- Coppa di Croazia: 2

Dinamo Zagabria: 2017-2018, 2020-2021
- Supercoppa di Croazia: 3

Dinamo Zagabria: 2019, 2022, 2023

### Individuale
- Squadra della stagione della UEFA Europa League: 1

2020-2021